# Chlorocnemis eisentrauti
Chlorocnemis eisentrauti är en trollsländeart som beskrevs av Elliot C.G. Pinhey 1974. Chlorocnemis eisentrauti ingår i släktet Chlorocnemis och familjen Protoneuridae. IUCN kategoriserar arten globalt som otillräckligt studerad. Inga underarter finns listade i Catalogue of Life.